# Aculus latus
Aculus latus är en spindeldjursart som först beskrevs av Alfred Nalepa 1894.  Aculus latus ingår i släktet Aculus, och familjen Eriophyidae. Arten är reproducerande i Sverige.